# Guillermo Calvo

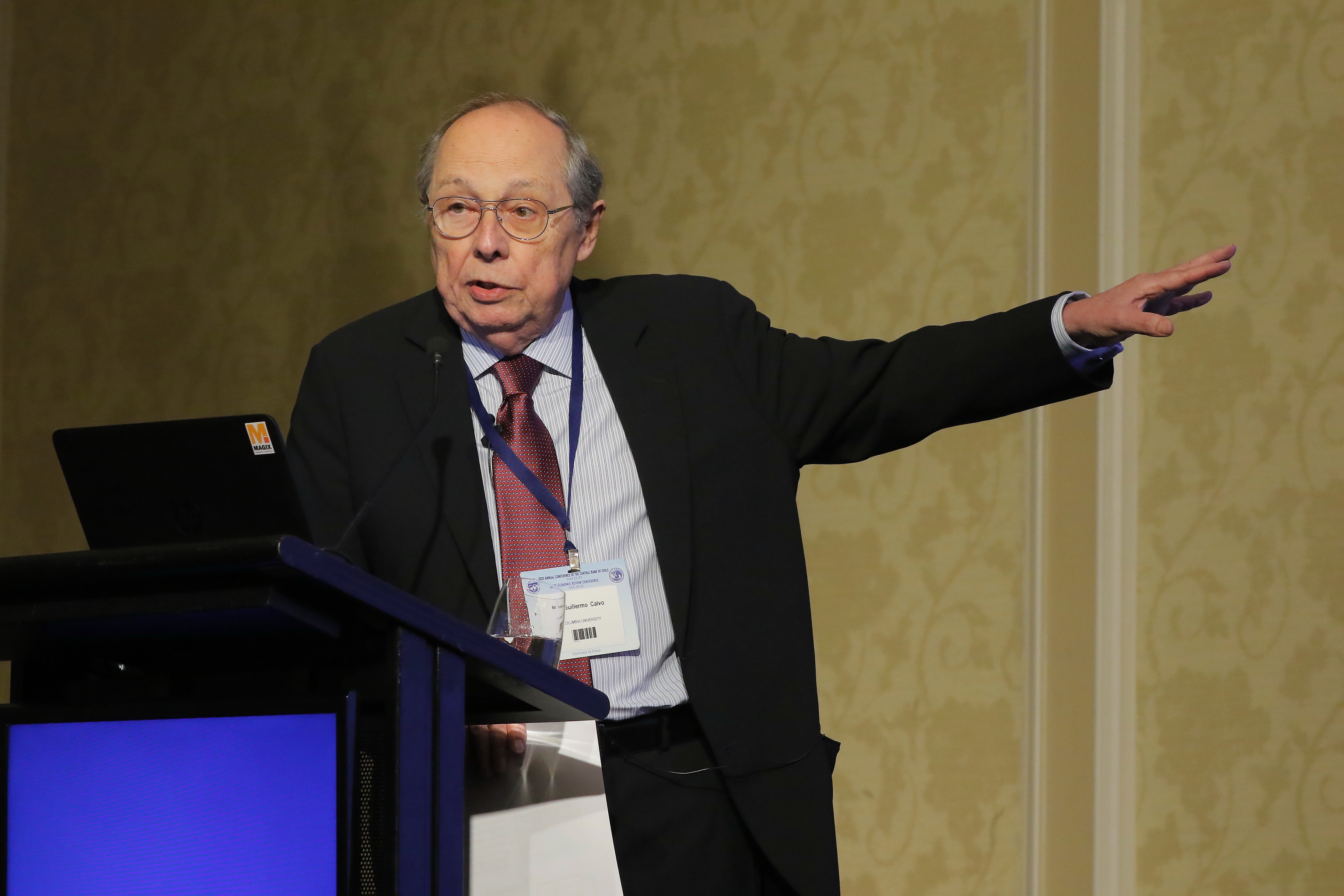
Guillermo Calvo

Guillermo Antonio Calvo (* 1941 in Buenos Aires, Argentinien) ist ein argentinischer Wirtschaftswissenschaftler.

## Leben
Zwischen 1973 und 1986 lehrte Calvo an der Columbia University. 1974 promovierte er an der Yale University. Ab Sommer 1986 lehrte er bis 1990 als Professor an der University of Pennsylvania. 1994 bis 2006 arbeitete er an der University of Maryland, ehe er 2007 an die Columbia University zurückkehrte. Dort ist er derzeit Direktor an der School of International and Public Affairs (SIPA).
Zwischen 1988 und 1994 war er beim Internationalen Währungsfonds in der Forschungsabteilung tätig. Seit 1999 arbeitet er beim National Bureau of Economic Research.
2001 übernahm er das Amt des Chef-Volkswirts der Interamerikanischen Entwicklungsbank. Dieses Amt hatte er bis 2006 inne. Zwischen 2005 und 2008 war er zudem Präsident der International Economic Association, ehe ihn Masahiko Aoki ablöste.
Seit den 1980er Jahren arbeitet er als Herausgeber verschiedener wissenschaftlicher Zeitschriften.
2000 erhielt Calvo den König-Juan-Carlos-Preis für Wirtschaftswissenschaft, 2005 wurde er in die American Academy of Arts and Sciences gewählt.

## Werk
Calvos Forschungsschwerpunkt liegt in der Makroökonomie, besonders im Bereich der Geldtheorie, aber auch der Entwicklung auf Schwellenmärkten und dem Wechsel des Wirtschaftssystems zwischen Planwirtschaft und Marktwirtschaft.